# Listă de filme britanice din 1938
Aceasta este o listă de filme britanice din 1938:

## Lista
| Titlu                              | Regizor                                              | Distribuție                                         | Gen             | Note                                               |
| ---------------------------------- | ---------------------------------------------------- | --------------------------------------------------- | --------------- | -------------------------------------------------- |
| 13 Men and a Gun                   | Mario Zampi                                          | Arthur Wontner, Clifford Evans                      | War             | Co-production with Italy                           |
| Alf's Button Afloat                | Marcel Varnel                                        | Bud Flanagan, Chesney Allen                         | Comedy          |                                                    |
| Almost a Gentleman                 | Oswald Mitchell                                      | Billy Bennett, Kathleen Harrison                    | Comedy          |                                                    |
| Almost a Honeymoon                 | Norman Lee                                           | Tommy Trinder, Linden Travers                       | Comedy          |                                                    |
| Anything to Declare?               | Redd Davis                                           | John Loder, Noel Madison                            | Crime           |                                                    |
| Around the Town                    | Herbert Smith                                        | Vic Oliver, Irene Ware                              | Musical         | [ 1 ]                                              |
| Bank Holiday                       | Carol Reed                                           | Margaret Lockwood, Hugh Williams                    | Drama           |                                                    |
| Bed and Breakfast                  | Walter West                                          | Daphne Courtney, Barry Lupino                       | Drama           |                                                    |
| Bedtime Story                      | Donovan Pedelty                                      | Jack Livesey, Lesley Wareing                        | Comedy          |                                                    |
| Blondes for Danger                 | Jack Raymond                                         | Gordon Harker, Enid Stamp-Taylor                    | Comedy thriller |                                                    |
| Break the News                     | René Clair                                           | Jack Buchanan, Maurice Chevalier                    | Comedy/musical  |                                                    |
| Calling All Crooks                 | George Black                                         | Douglas Wakefield, Billy Nelson                     | Comedy          |                                                    |
| The Challenge                      | Milton Rosmer                                        | Robert Douglas, Frank Birch                         | Adventure       |                                                    |
| Chinatown Nights                   | Toni Frenguelli                                      | Harry Agar Lyons, Anne Grey                         | Sci-fi          |                                                    |
| Chips                              | Edward Godal                                         | Robb Wilton, Davy Burnaby                           | Musical         |                                                    |
| The Citadel                        | King Vidor                                           | Robert Donat, Rosalind Russell, Ralph Richardson    | Drama           |                                                    |
| The Claydon Treasure Mystery       | Manning Haynes                                       | John Stuart, Garry Marsh, Evelyn Ankers             | Crime           |                                                    |
| Climbing High                      | Carol Reed                                           | Michael Redgrave, Jessie Matthews                   | Comedy          |                                                    |
| Coming of Age                      | Manning Haynes                                       | Eliot Makeham, Joyce Bland                          | Comedy          |                                                    |
| Convict 99                         | Marcel Varnel                                        | Will Hay, Graham Moffatt                            | Comedy          |                                                    |
| Crackerjack                        | Albert de Courville                                  | Tom Walls, Lilli Palmer                             | Comedy/crime    |                                                    |
| The Dance of Death                 | Gerald Blake                                         | Vesta Victoria, Stewart Rome                        | Crime           |                                                    |
| Dangerous Medicine                 | Arthur B. Woods                                      | Elizabeth Allan, Cyril Ritchard                     | Thriller        |                                                    |
| The Dark Stairway                  | Arthur B. Woods                                      | Hugh Williams, Chili Bouchier                       | Crime           |                                                    |
| Darts Are Trumps                   | Maclean Rogers                                       | Eliot Makeham, Nancy O'Neil                         | Comedy          | [ 2 ]                                              |
| Dead Men Tell No Tales             | David MacDonald                                      | Emlyn Williams, Sara Seegar                         | Thriller        |                                                    |
| Devil's Rock                       | Germain Burger                                       | Richard Hayward, Geraldine Mitchell                 | Musical         | [ 3 ]                                              |
| Dial 999                           | Lawrence Huntington                                  | John Longden, Ian Fleming                           | Crime           |                                                    |
| The Divorce of Lady X              | Tim Whelan                                           | Laurence Olivier, Merle Oberon                      | Romantic comedy |                                                    |
| Double or Quits                    | Roy William Neill                                    | Patricia Medina, Hal Walters                        | Crime           | [ 4 ]                                              |
| The Drum                           | Zoltan Korda                                         | Sabu, Raymond Massey, Valerie Hobson                | Adventure       |                                                    |
| Easy Riches                        | Maclean Rogers                                       | George Carey, Gus McNaughton                        | Comedy          |                                                    |
| Everything Happens to Me           | Roy William Neill                                    | Max Miller, Chili Bouchier                          | Comedy          |                                                    |
| Father O'Nine                      | Roy Kellino                                          | Hal Gordon, Dorothy Dewhurst                        | Comedy          |                                                    |
| Follow Your Star                   | Sinclair Hill                                        | Arthur Tracy, Belle Chrystall                       | Musical         |                                                    |
| The Gables Mystery                 | Harry Hughes                                         | Francis L. Sullivan, Antoinette Cellier             | Crime           |                                                    |
| The Gaunt Stranger                 | Walter Forde                                         | Sonnie Hale, Wilfrid Lawson                         | Mystery         |                                                    |
| Glamour Girl                       | Arthur B. Woods                                      | Gene Gerrard, Lesley Brook                          | Comedy          |                                                    |
| Hey! Hey! USA                      | Marcel Varnel                                        | Will Hay, Edgar Kennedy                             | Comedy          |                                                    |
| The High Command                   | Thorold Dickinson                                    | Lionel Atwill, Lucie Mannheim, James Mason          | Drama           |                                                    |
| His Lordship Goes to Press         | Maclean Rogers                                       | June Clyde, Hugh Williams                           | Comedy          |                                                    |
| His Lordship Regrets               | Maclean Rogers                                       | Claude Hulbert, Winifred Shotter                    | Comedy          |                                                    |
| Hold My Hand                       | Thornton Freeland                                    | Stanley Lupino, Fred Emney                          | Musical         |                                                    |
| Housemaster                        | Herbert Brenon                                       | Otto Kruger, Diana Churchill                        | Comedy          |                                                    |
| I See Ice                          | Anthony Kimmins                                      | George Formby, Kay Walsh                            | Comedy          |                                                    |
| If I Were Boss                     | Maclean Rogers                                       | Bruce Seton, Googie Withers                         | Drama           | [ 5 ]                                              |
| Incident in Shanghai               | John Paddy Carstairs                                 | Margaret Vyner, Patrick Barr                        | Comedy          |                                                    |
| Inspector Hornleigh                | Eugene Forde                                         | Gordon Harker, Alastair Sim                         | Comedy/crime    |                                                    |
| It's in the Air                    | Anthony Kimmins                                      | George Formby, Polly Ward                           | Comedy          |                                                    |
| It's in the Blood                  | Gene Gerrard                                         | Claude Hulbert, Lesley Brook                        | Comedy          |                                                    |
| I've Got a Horse                   | Herbert Smith                                        | Sandy Powell, Norah Howard                          | Comedy          |                                                    |
| Jane Steps Out                     | Paul L. Stein                                        | Diana Churchill, Jean Muir                          | Comedy          |                                                    |
| John Halifax                       | George King                                          | John Warwick, Nancy Burne                           | Drama           |                                                    |
| Kate Plus Ten                      | Reginald Denham                                      | Jack Hulbert, Genevieve Tobin                       | Thriller        |                                                    |
| Keep Smiling                       | Monty Banks                                          | Gracie Fields, Roger Livesey                        | Comedy          |                                                    |
| Kicking the Moon Around            | Walter Forde                                         | Bert Ambrose, Evelyn Dall                           | Musical         |                                                    |
| The Lady Vanishes                  | Alfred Hitchcock                                     | Margaret Lockwood, Michael Redgrave, May Whitty     | Mystery         | Number 35 in the list of BFI Top 100 British films |
| Lassie from Lancashire             | John Paddy Carstairs                                 | Marjorie Browne, Mark Daly                          | Comedy          |                                                    |
| The Last Barricade                 | Alex Bryce                                           | Meinhart Maur, Greta Gynt                           | Romance         | [ 6 ]                                              |
| Lightning Conductor                | Maurice Elvey                                        | Gordon Harker, John Lodge                           | Comedy          |                                                    |
| Lily of Laguna                     | Oswald Mitchell                                      | Nora Swinburne, Richard Ainley                      | Drama           |                                                    |
| Little Dolly Daydream              | Oswald Mitchell                                      | Binkie Stuart, Talbot O'Farrell                     | Musical         | [ 7 ]                                              |
| The Londonderry Air                | Alex Bryce                                           | Sara Allgood, Liam Gaffney                          | Romance         |                                                    |
| Luck of the Navy                   | Jack Raymond                                         | Geoffrey Toone, Judy Kelly                          | Comedy          |                                                    |
| Make It Three                      | David MacDonald                                      | Hugh Wakefield, Edmund Willard                      | Comedy          |                                                    |
| Many Tanks Mr. Atkins              | Roy William Neill                                    | Claude Hulbert, Reginald Purdell                    | Comedy          |                                                    |
| Marigold                           | Thomas Bentley                                       | Sophie Stewart, Patrick Barr                        | Drama           |                                                    |
| Meet Mr. Penny                     | David MacDonald                                      | Richard Goolden, Vic Oliver                         | Comedy          |                                                    |
| Merely Mr. Hawkins                 | Maclean Rogers                                       | Eliot Makeham, Dinah Sheridan                       | Comedy          | [ 8 ]                                              |
| Miracles Do Happen                 | Maclean Rogers                                       | Jack Hobbs, Marjorie Taylor                         | Comedy          |                                                    |
| Mountains O'Mourne                 | Harry Hughes                                         | René Ray, Niall MacGinnis                           | Musical/comedy  |                                                    |
| Mr. Reeder in Room 13              | Norman Lee                                           | Peter Murray-Hill, Sally Gray                       | Crime           |                                                    |
| Mr. Satan                          | Arthur B. Woods                                      | James Stephenson, Chili Bouchier                    | Thriller        |                                                    |
| Murder Tomorrow                    | Donovan Pedelty                                      | Gwenllian Gill, Jack Livesey                        | Crime           |                                                    |
| My Irish Molly                     | Alex Bryce                                           | Binkie Stuart, Tom Burke                            | Musical         |                                                    |
| Night Alone                        | Thomas Bentley                                       | Lesley Brook, Leonora Corbett                       | Comedy          |                                                    |
| Night Journey                      | Oswald Mitchell                                      | Geoffrey Toone, Patricia Hilliard, Alf Goddard      | Crime           |                                                    |
| No Parking                         | Jack Raymond                                         | Gordon Harker, Leslie Perrins                       | Comedy          |                                                    |
| Oh Boy!                            | Albert de Courville                                  | Albert Burdon, Mary Lawson                          | Comedy          |                                                    |
| Old Bones of the River             | Marcel Varnel                                        | Will Hay, Graham Moffatt                            | Comedy          |                                                    |
| Old Iron                           | Tom Walls                                            | Eva Moore, Cecil Parker                             | Comedy/drama    |                                                    |
| Old Mother Riley in Paris          | Oswald Mitchell                                      | Arthur Lucan, Kitty McShane                         | Comedy          |                                                    |
| On Velvet                          | Widgey R. Newman                                     | Wally Patch, Vi Kaley                               | Comedy          |                                                    |
| Over She Goes                      | Graham Cutts                                         | Stanley Lupino, Claire Luce, Max Baer               | Musical/comedy  |                                                    |
| Owd Bob                            | Robert Stevenson                                     | Will Fyffe, Margaret Lockwood                       | Drama           |                                                    |
| Paid in Error                      | Maclean Rogers                                       | George Carney, Marjorie Taylor                      | Comedy          |                                                    |
| Penny Paradise                     | Carol Reed                                           | Edmund Gwenn, Betty Driver                          | Comedy          |                                                    |
| Premiere                           | Walter Summers                                       | John Lodge, Judy Kelly                              | Mystery         |                                                    |
| Prison Without Bars                | Brian Desmond Hurst                                  | Corinne Luchaire, Edna Best                         | Drama           |                                                    |
| Pygmalion                          | Anthony Asquith, Leslie Howard                       | Leslie Howard, Wendy Hiller, Wilfrid Lawson         | Comedy          | George Bernard Shaw's play                         |
| Queer Cargo                        | Harold D. Schuster                                   | John Lodge, Judy Kelly                              | Drama           |                                                    |
| Quiet Please                       | Roy William Neill                                    | Reginald Purdell, Lesley Brook                      | Comedy          | [ 9 ]                                              |
| The Rebel Son                      | Adrian Brunel, Albert de Courville, Alexis Granowsky | Harry Baur, Anthony Bushell                         | Historical      |                                                    |
| The Return of Carol Deane          | Arthur B. Woods                                      | Bebe Daniels, Peter Coke                            | Drama           |                                                    |
| The Return of the Frog             | Maurice Elvey                                        | Gordon Harker, Hartley Power                        | Crime           |                                                    |
| Romance à la carte                 | Maclean Rogers                                       | Leslie Perrins, Dorothy Boyd                        | Comedy          | [ 10 ]                                             |
| A Royal Divorce                    | Jack Raymond                                         | Ruth Chatterton, Pierre Blanchar                    | Drama           |                                                    |
| Runaway Ladies                     | Jean de Limur                                        | Betty Stockfeld, Hugh Wakefield                     | Comedy          | [ 11 ]                                             |
| Sailing Along                      | Sonnie Hale                                          | Jessie Matthews, Barry MacKay                       | Musical Comedy  |                                                    |
| St. Martin's Lane                  | Tim Whelan                                           | Charles Laughton, Vivien Leigh                      | Comedy Drama    |                                                    |
| Save a Little Sunshine             | Norman Lee                                           | Patricia Kirkwood, Tommy Trinder                    | Comedy          |                                                    |
| Scruffy                            | Randall Faye                                         | Jack Melford, Toni Edgar-Bruce                      | Family          |                                                    |
| Second Best Bed                    | Tom Walls                                            | Tom Walls, Jane Baxter                              | Comedy          |                                                    |
| Second Thoughts                    | Albert Parker                                        | Frank Fox, Evelyn Ankers                            | Drama           |                                                    |
| Sexton Blake and the Hooded Terror | George King                                          | George Curzon, Tod Slaughter                        | Crime           |                                                    |
| Silver Top                         | George King                                          | Marie Wright, Betty Ann Davies                      | Crime           |                                                    |
| Simply Terrific                    | Roy William Neill                                    | Claude Hulbert, Patricia Medina                     | Comedy          |                                                    |
| The Singing Cop                    | Arthur B. Woods                                      | Keith Falkner, Chili Bouchier                       | Comedy          |                                                    |
| A Sister to Assist 'Er             | George Dewhurst, Widgey R. Newman                    | Muriel George, Polly Emery                          | Comedy          |                                                    |
| Sixty Glorious Years               | Herbert Wilcox                                       | Anna Neagle, Anton Walbrook                         | Historical      |                                                    |
| The Sky Raiders                    | Fraser Foulsham                                      | Nita Harvey, Ambrose Day                            | Thriller        | [ 12 ]                                             |
| The Sky's the Limit                | Jack Buchanan, Lee Garmes                            | Jack Buchanan, Mara Losseff                         | Comedy/musical  |                                                    |
| South Riding                       | Victor Saville                                       | Edna Best, Ralph Richardson                         | Drama           |                                                    |
| Special Edition                    | Redd Davis                                           | Lucille Lisle, John Garrick                         | Thriller        | [ 13 ]                                             |
| A Spot of Bother                   | David MacDonald                                      | Robertson Hare, Alfred Drayton                      | Comedy          |                                                    |
| Star of the Circus                 | Albert de Courville                                  | Otto Kruger, Gertrude Michael                       | Drama           | Remake of the 1937 German film Truxa               |
| Stardust                           | Melville W. Brown                                    | Ben Lyon, Lupe Velez                                | Musical         |                                                    |
| Stepping Toes                      | John Baxter                                          | Hazel Ascot, Enid Stamp-Taylor                      | Musical         |                                                    |
| Strange Boarders                   | Herbert Mason                                        | Tom Walls, Renée Saint-Cyr, Googie Withers          | Comedy thriller |                                                    |
| Sweet Devil                        | René Guissart                                        | Bobby Howes, Jean Gillie                            | Comedy          |                                                    |
| Take Off That Hat                  | Eric Humphriss                                       | Fred Duprez, C. Denier Warren                       | Comedy          | [ 14 ]                                             |
| Tea Leaves in the Wind             | Ward Wing                                            | Nils Asther, Gibson Gowland                         | Drama           |                                                    |
| The Terror                         | Richard Bird                                         | Wilfrid Lawson, Bernard Lee                         | Crime           |                                                    |
| Thank Evans                        | Roy William Neill                                    | Max Miller, Hal Walters                             | Comedy          |                                                    |
| They Drive by Night                | Arthur B. Woods                                      | Emlyn Williams, Ernest Thesiger                     | Thriller        |                                                    |
| This Man Is News                   | David MacDonald                                      | Barry K. Barnes, Valerie Hobson, Alastair Sim       | Comedy/mystery  |                                                    |
| Thistledown                        | Arthur B. Woods                                      | Aino Bergö, Athole Stewart                          | Musical         |                                                    |
| Too Many Husbands                  | Ivar Campbell                                        | Jack Melford, Iris Baker                            | Comedy          | [ 15 ]                                             |
| Vessel of Wrath                    | Erich Pommer                                         | Charles Laughton, Elsa Lanchester, Robert Newton    | Drama           |                                                    |
| The Villiers Diamond               | Bernard Mainwaring                                   | Evelyn Ankers, Julie Suedo                          | Crime           |                                                    |
| The Viper                          | Roy William Neill                                    | Claude Hulbert, Hal Walters                         | Comedy          |                                                    |
| The Ware Case                      | Robert Stevenson                                     | Clive Brook, Jane Baxter                            | Crime           |                                                    |
| Weddings Are Wonderful             | Maclean Rogers                                       | June Clyde, Esmond Knight                           | Comedy          |                                                    |
| We're Going to Be Rich             | Monty Banks                                          | Gracie Fields, Victor McLaglen, Brian Donlevy       | Comedy          |                                                    |
| What a Man!                        | Edmond T. Gréville                                   | Sydney Howard, Vera Pearce                          | Comedy          |                                                    |
| Who Goes Next?                     | Maurice Elvey                                        | Barry K. Barnes, Sophie Stewart                     | War             |                                                    |
| A Yank at Oxford                   | Jack Conway                                          | Robert Taylor, Lionel Barrymore, Maureen O'Sullivan | Comedy          |                                                    |
| Yellow Sands                       | Herbert Brenon                                       | Marie Tempest, Belle Chrystall                      | Comedy/drama    |                                                    |
| You're the Doctor                  | Roy Lockwood                                         | Barry K. Barnes, Googie Withers                     | Comedy          |                                                    |